# 朱恩钱
枝江温穆王朱恩钱（1455年—1494年3月15日），明朝宗室，枝江靖僖王朱豪壂之嫡长子，母妃王氏。明朝第三代枝江王。

## 生平
天顺六年（1462年），生父朱豪壂去世。成化元年（1465年）九月，明宪宗遣成山伯王琮、遂安伯陳韶、武平伯陳能、清平伯吳璽、新寧伯譚祐、禮部左侍郎鄒榦為正使，禮科給事中董振、兵科給事中崔儀、工科給事中張璿、戶部郎中嚴憲、禮部郎中李岳、工部郎中吳誠為副使，持節冊封朱恩钱袭封枝江王。
成化四年（1468年）三月，朱恩钱因祖母馮太妃去世，请求擇地造墳，再遷改与祖父枝江莊惠王朱贵熠合葬。宪宗下詔不必遷改，只於朱贵熠舊墳添壙合葬。
成化七年（1471年）九月，宪宗遣懷寧侯孫輔、恭順侯吳鑑、駙馬都尉楊偉、南寧伯毛文、安順伯薛珤、永順伯薛輔、伏羌伯毛銳為正使，尚寶司卿李木、工科給事中韓文、禮科給事中張謙、戶部郎中李岳、兵部郎中沈敬、刑部郎中劉恕、工部員外郎于坦為副使，持節冊封南城兵馬副指揮趙倫的女兒為枝江王妃。
成化二十三年（1487年）六月，因朱恩钱所请，宪宗赐其《四書大全》。
弘治七年（1494年）二月，朱恩钱去世。明孝宗闻讯，輟朝一日，按制度賜祭葬，谥溫穆。
弘治九年（1496年）十一月，朱恩钱的庶长子朱宠润受册袭封。

### 分歧记载
《明英宗睿皇帝實錄卷二百七十八》载天順元年（1457年）五月，松滋王朱豪垔和枝江王朱恩錢各奏弟妹婚嫁的錢帛妝奩未備，请求將本年祿米折色改給本色，获准。当时的枝江王为朱豪壂。

## 评价
- 《弇山堂别集》卷074：德性寬和，中情見貌。